# Cadoceras
Cadoceras – rodzaj głowonogów z wymarłej podgromady amonitów, z rzędu Ammonitida.
Żył w epoce środkowej jury (baton).